# Mallāpuram
Mallāpuram är en ort i Indien.   Den ligger i distriktet Dharmapuri och delstaten Tamil Nadu, i den södra delen av landet, 1 900 km söder om huvudstaden New Delhi. Mallāpuram ligger 427 meter över havet och antalet invånare är 11 837.
Terrängen runt Mallāpuram är kuperad åt sydväst, men åt nordost är den platt. Runt Mallāpuram är det tätbefolkat, med 356 invånare per kvadratkilometer. Närmaste större samhälle är Dharmapuri, 19,0 km nordväst om Mallāpuram. Omgivningarna runt Mallāpuram är en mosaik av jordbruksmark och naturlig växtlighet.